# Fijiana Drua
Ne doit pas être confondu avec Fijian Drua.
Actualités
Les Fijiana Drua sont une franchise fédérale féminine fidjienne de rugby à XV basée à Suva. Fondée en 2022, l'équipe dispute le Super Rugby Women's organisé par la fédération australienne.

## Histoire

### Création
La fédération australienne annonce l'intégration d'une franchise fidjienne en Super W (ancien nom du Super Rugby Women's) en février 2022, avec le soutien du programme de coopération sportive du gouvernement australien. L'entraineur est Senirusi Seruvakula (en).

### Identité
L'équipe porte le nom du drua, un bateau traditionnel fidjien à deux coques, généralement utilisé à des fins militaires. Il est censé représenter la puissance, la vitesse et l'agilité des joueurs fidjiens. Le drua a une place importante dans la culture fidjienne car c'est à son bord que les premiers êtres humains ont débarqué aux îles Fidji, d'où un adage qui dit que sans drua, pas de Fidjiens. Le drua symbolise également le voyage, l'expérience nouvelle dans laquelle toute l'équipe s'est lancée.
L'identité visuelle de l'équipe date de 2021, destinée à l'équipe masculine et reprise pour son pendant féminin.

### Premières saisons
Dès sa première saison (en), et malgré des rencontres toutes jouées à l'extérieur, l'équipe gagne tous ses matchs et remporte le titre face aux Waratahs en finale (32-26). Les Drua confirment leur participation à l'édition 2023 (en) mais Senirusi Seruvakula démissionne. Il est remplacé par son assistant Inoke Male (en).
En 2023, les Fidjiennes jouent le premier match de leur histoire sur le sol national : le 25 mars, elles reçoivent les Brumbies au Prince Charles Park de Nadi. La semaine suivante, l'équipe reçoit les Melbourne Rebels au HFC Bank Stadium de Suva. Elles défendent leur titre sur le terrain des Queensland Reds et l'emportent 38 à 30. Comme son prédécesseur, Inoke Male renonce à son poste.
En janvier 2024, Mosese Rauluni est nommé entraineur. Sa capitaine est la troisième ligne Karalaini Naisewa. L'équipe joue ses deux matchs de saison régulière à domicile (contre les Waratahs et la Western Force) au Churchill Park de Lautoka. À nouveau qualifiées pour la finale, les Fidjiennes s’inclinent face aux Waratahs.
Pour l'exercice 2025, l'équipe a son quatrième entraineur en quatre saisons : il s'agit d'Ifereimi Rawaqa. Plusieurs joueuses blessées ne font pas officiellement partie de l'effectif, mais leur retour est espéré en cours de compétition (Vani Arei, Atelaite Buna, Merewalesi Rokouono, Merewai Cumu, Sulita Waisega). Ces absences sont compensées par les retours de Kolora Lomani (Brumbies), Vitalina Naikore, Merevesi Ofakimalino (grossesse) et Kolora Lomani. L'équipe intègre également les septistes Raijieli Daveua, Rusila Nagasau et Alowesi Nakoci.

## Palmarès

### Trophées
- Super Rugby Women's :
  - Champion (2) : 2022 (en) et 2023 (en).
  - Finaliste (1) : 2024.

### Bilan par saison
| Saison    | Classement | Pts | MJ | G | N | P | PM  | PE  | Dif. | B | Phase finale                                      |
| --------- | ---------- | --- | -- | - | - | - | --- | --- | ---- | - | ------------------------------------------------- |
| 2022 (en) | 1er        | 24  | 5  | 5 | 0 | 0 | 184 | 51  | +133 | 4 | Champion (32-26 contre les Waratahs)              |
| 2023 (en) | 1er        | 13  | 5  | 2 | 0 | 3 | 88  | 118 | -30  | 1 | Champion (38-30 contre les Queensland Reds)       |
| 2024      | 2e         | 13  | 5  | 3 | 0 | 2 | 113 | 129 | -16  | 1 | Finaliste (14-50 contre les Waratahs)             |
| 2025      | 3e         | 9   | 4  | 2 | 0 | 2 | 94  | 101 | -7   | 1 | Demi-finaliste (40-54 contre les Queensland Reds) |